# Moby Dick (éditions)
Moby Dick éditeur est une marque d'édition créée en 2024, qui dépend des éditions Alter Comics, une maison d'édition française basée à Montpellier, et dirigée par Jean-Christophe Lopez.

## Histoire
Jean-Christophe Lopez, un des fondateurs de 6 Pieds sous terre, une maison d'édition spécialisée en bande dessinée, publia, entre 2000 et 2010, vingt-et-un albums adaptés des romans de la collection du Poulpe des Éditions Baleine :  la collection « Céphalopode ».
En 2011, il monte la maison d'édition Alter Comics qui, au début, est vouée à faire de la bande dessinée papier et numérique.
En 2023, il rachète le catalogue de la collection "Le Poulpe" des Éditions Baleine, crée les éditions Moby Dick, réédite d'anciens titres du Poulpe (collection comme à l'origine parrainée par Jean-Bernard Pouy) et lance en parallèle une nouvelle collection coordonnée par Serguei Dounovetz : "La Fille du Poulpe".
Le lancement de "La Fille du Poulpe" a lieu à la librairie La Tâche noire à Strasbourg le 1er juin 2024, avec la parution des deux premiers titres : Faut pas prendre les enfants de la rue pour des connards sauvages de Maryssa Rachel et Les Cols des Amériques, de Thomas Cantaloube. Les couvertures des romans sont illustrées par Roman Gigou.
La collection Aurélie Van Root démarrée en 2025 est écrite par un seul auteur, Laurent Maillard. Son héroïne est une jeune tueuse sans états d'âme.
En 2024, pour le lancement de la collection "La Fille du Poulpe", une cuvée spéciale de bière, "Gabriella", a été concoctée en association avec les Éditions Moby Dick et la brasserie artisanale strasbourgeoise Perle.

## Catalogue

### Collection "Le Poulpe"
1. Jean-Bernard Pouy, La Petite Écuyère a cafté. Montpellier : Moby Dick, 03/2024, 157 p.  (ISBN 978-2-8207-0304-0) (rééd. du Poulpe Baleine n° 1, 1995)
2. Franck Pavloff, Un trou dans la zone. Montpellier : Moby Dick, 03/2024, 132 p.  (ISBN 978-2-8207-0305-7) (rééd. du Poulpe Baleine n° 9, 1996)
3. Franz Bartelt, La Bonne a tout fait. Montpellier : Moby Dick, 06/2024, 159 p.  (ISBN 978-2-8207-0313-2) (rééd. du Poulpe Baleine n° 282, 2013)
4. Bruce Mayence, La Belge et la bête. Montpellier : Moby Dick, 10/2024, 132 p.  (ISBN 978-2-8207-0334-7) (rééd. du Poulpe Baleine n° 64, 1997)
5. Jean-Pierre Andrevon, Papy end. Montpellier : Moby Dick, 08/2025, 132 p.  (ISBN 978-2-8207-0346-0) (rééd. du Poulpe Baleine n° 87, 1997)
6. Hervé Prudon, Ouarzazate et mourir. Montpellier : Moby Dick, 10/2025, 132 p.  (ISBN 978-2-8207-0367-5) (rééd. du Poulpe Baleine n° 20, 1996)

### Collection "La Fille du Poulpe"
Serguei Dounovetz est le coordinateur de cette collection, lancée en juin 2024. Les couvertures des romans sont illustrées  par Roman Gigou. Gabriella est la fille adoptive de Pédro, l'ami de Gabriel Lecouvreur.
1. Thomas Cantaloube, Les Cols des Amériques. Montpellier : Moby Dick, 05/2024, 132 p.  (ISBN 978-2-8207-0316-3)[9]
2. Maryssa Rachel, Faut pas prendre les enfants de la rue pour des connards sauvages. Montpellier : Moby Dick, 06/2024, 132 p.  (ISBN 978-2-8207-0315-6)[10]
3. Dominique Sylvain, Des clics et des claques. Montpellier : Moby Dick, 10/2024, 158 p.  (ISBN 978-2-8207-0327-9)[11]
4. Serguei Dounovetz, Les Poupées rusent. Montpellier : Moby Dick, 01/2025, 154 p.  (ISBN 978-2-8207-0337-8)[12]
5. Judith Wiart, Un Havre de paix. Montpellier : Moby Dick, 01/2025.  (ISBN 978-2-8207-0336-1)[13]
6. Jérémy Bouquin, Coups et tortures. Montpellier : Moby Dick, 02/2025.  (ISBN 978-2-8207-0344-6)
7. Michel Moatti, Moscou & blessures. Montpellier : Moby Dick, 03/2025, 132 p.  (ISBN 978-2-8207-0345-3)
8. Jean-Marie Paris, Ferry bad trip. Montpellier : Moby Dick, 04/2025, 132 p.  (ISBN 978-2-8207-0347-7)
9. Michel Quint, La Route du Rome. Montpellier : Moby Dick, 04/2025, 132 p.  (ISBN 978-2-8207-0348-4)
10. Magali Collet, Martinique dry. Montpellier : Moby Dick, 05/2025, 132 p.  (ISBN 978-2-8207-0362-0)
11. François Darnaudet, Syd Barrett, Husky et p'tites BD. Montpellier : Moby Dick, 07/2025, 132 p.  (ISBN 978-2-8207-0370-5)
12. Lucile Debaille, Le Malheur n'attend pas le nombre des années. Montpellier : Moby Dick, 09/2025, 132 p.  (ISBN 978-2-8207-0349-1)

- Jean-Bernard Pouy, Ehpad quartier. Montpellier : Moby Dick, à paraître.

### Collection "Aurélie Van Root"
1. Laurent Maillard, De main morte. Montpellier : Moby Dick, 06/2025, 132 p.  (ISBN 978-2-8207-0343-9)
2. Laurent Maillard, Prélèvement obligatoire. Montpellier : Moby Dick, 09/2025, 132 p.  (ISBN 978-2-8207-0350-7)
3. Laurent Maillard, Prémonitoire attitude. Montpellier : Moby Dick, 09/2025, 132 p.  (ISBN 978-2-8207-0368-2)

### Collection "Bastion"
1. Thierry Bourcy, Adieu mon commandant. Montpellier : Moby Dick, 09/2025, 132 p.  (ISBN 978-2-8207-0364-4)

### Collection "Instantanés"
1. Jean-Bernard Pouy, Nycthémère. Montpellier : Moby Dick, 06/2025, 157 p.  (ISBN 978-2-8207-0373-6). Rééd. du roman paru aux éditions Les Contrebandiers (2004).